# Lista de prefeitos de Barreiras
Esta é a lista de prefeitos do município de Barreiras, estado brasileiro da Bahia.
Esta página apresenta as pessoas que foram empossadas como prefeito ou intendente para o executivo municipal, quer tenham sido indicadas por autoridades competentes, conforme as leis vigentes da época, quer tenham sido eleitas por voto direto. Estão listadas as que exerceram cargos de forma integral ou não; inclui também os substitutos que por qualquer razão tenham assumido o cargo. Compreende o período imperial até a Sexta República (período político atual). Durante o período imperial não havia o cargo de prefeito, suas atribuições homólogas eram exercidas pelo presidente da câmara municipal, o vereador mais votado.

## Período imperial (1822–1889)
| Brasil Império (1840-1889) |                                       |        |         |                   |                |             |
| Nº                         | Nome                                  | Imagem | Partido | Início do mandato | Fim do mandato | Observações |
| 1°                         | Coronel Martiniano Ferreira Caparrosa |        | —       | 1891              | -              | —           |

## Período republicano (1889–atualidade)
Da Primeira República até a Sexta.
| N°                                                                                        | Prefeito (a)                      | Imagem                         | Partido                                      | Vice-prefeito (a)                 | Início do Mandato            | Fim do Mandato                                        | Notas                                         | Ref.                         |
| Quarta República (1945–1964)                                                              | Quarta República (1945–1964)      | Quarta República (1945–1964)   | Quarta República (1945–1964)                 | Quarta República (1945–1964)      | Quarta República (1945–1964) | Quarta República (1945–1964)                          | Quarta República (1945–1964)                  | Quarta República (1945–1964) |
| ----------------------------------------------------------------------------------------- | --------------------------------- | ------------------------------ | -------------------------------------------- | --------------------------------- | ---------------------------- | ----------------------------------------------------- | --------------------------------------------- | ---------------------------- |
| -                                                                                         | Aníbal Barbosa Filho              |                                | Partido Social Democrático PSD               |                                   | Eleito em 1958               | Eleito em 1958                                        |                                               |                              |
| Através da Lei 1459/1961 o Município de Barreiras passa a denominar-se Governador Balbino |                                   |                                |                                              |                                   |                              |                                                       |                                               |                              |
| -                                                                                         | Herculano Faria Neto              |                                | Partido Social Democrático PSD               |                                   | Eleito em 1962               | Eleito em 1962                                        |                                               | [ 2 ]                        |
| Quinta República (1964–1985)                                                              |                                   |                                |                                              |                                   |                              |                                                       |                                               |                              |
| 18°                                                                                       | Aníbal Barbosa Filho              |                                | Movimento Democrático Brasileiro MDB         |                                   | 1° de fevereiro de 1971      | 31 de janeiro de 1973                                 | Prefeito eleito em sufrágio universal         | [ 3 ]                        |
| 19°                                                                                       | Baltazarino Andrade               |                                | Aliança Renovadora Nacional ARENA            |                                   | 1° de fevereiro de 1973      | 31 de janeiro de 1977                                 | Prefeito eleito em sufrágio universal         | [ 4 ] [ 5 ]                  |
| 20°                                                                                       | Otacílio Monteiro da França       |                                | Aliança Renovadora Nacional ARENA            |                                   | 1° de fevereiro de 1977      | 31 de janeiro de 1983                                 | Prefeito eleito em sufrágio universal         | [ 6 ]                        |
| 21°                                                                                       | Baltazarino Andrade               |                                | Partido Democrático Social PDS               | Paulo Roberto Luz Braga (PDS/PFL) | 1° de fevereiro de 1983      | 31 de janeiro de 1989                                 | Prefeito e vice eleitos em sufrágio universal | [ 4 ]                        |
| 21°                                                                                       | Baltazarino Andrade               | Partido da Frente Liberal PFL  |                                              | Paulo Roberto Luz Braga (PDS/PFL) | 1° de fevereiro de 1983      | 31 de janeiro de 1989                                 | Prefeito e vice eleitos em sufrágio universal | [ 4 ]                        |
| Sexta República, ou Nova República (1985–presente)                                        |                                   |                                |                                              |                                   |                              |                                                       |                                               |                              |
| No início dos anos 90 o município de Governador Balbino passa-se a denominar Barreiras.   |                                   |                                |                                              |                                   |                              |                                                       |                                               |                              |
| 22°                                                                                       | Paulo Roberto Luz Braga           |                                | Partido da Frente Liberal PFL                | Arlete Wanderley Moreno (PFL)     | 1° de fevereiro de 1989      | 31 de dezembro de 1993                                | Prefeito e vice eleitos em sufrágio universal |                              |
| 23°                                                                                       | Saulo Pedrosa                     |                                | Partido da Social Democracia Brasileira PSDB | Desconhecido                      | 1° de janeiro de 1993        | 31 de dezembro de 1996                                | Prefeito e vice eleitos em sufrágio universal |                              |
| 24°                                                                                       | Antônio Henrique de Souza Moreira |                                | Partido Trabalhista Brasileiro PTB           | Desconhecido                      | 1° de janeiro de 1997        | 31 de dezembro de 2000                                | Prefeito e vice eleitos em sufrágio universal | [ 7 ]                        |
| 24°                                                                                       | Antônio Henrique de Souza Moreira | Desconhecido                   | Partido Trabalhista Brasileiro PTB           | 1° de janeiro de 2001             | 31 de dezembro de 2005       | Prefeito e vice reeleitos em sufrágio universal       |                                               |                              |
| 25°                                                                                       | Saulo Pedrosa                     |                                | Partido da Social Democracia Brasileira PSDB | Nilza Lima (PT)                   | 1° de janeiro de 2005        | 31 de dezembro de 2008                                | Prefeito e vice eleitos em sufrágio universal |                              |
| 26°                                                                                       | Jusmari Oliveira                  |                                | Partido da República PR                      | Regina Figueiredo (PSB)           | 1° de janeiro de 2009        | 31 de dezembro de 2012                                | Prefeita e vice eleitas em sufrágio universal | [ 8 ]                        |
| 26°                                                                                       | Jusmari Oliveira                  | Partido Social Democrático PSD |                                              | Regina Figueiredo (PSB)           | 1° de janeiro de 2009        | 31 de dezembro de 2012                                | Prefeita e vice eleitas em sufrágio universal | [ 8 ]                        |
| 27°                                                                                       | Antônio Henrique de Souza Moreira |                                | Progressistas PP                             | Carlos Augusto Nogueira (PT)      | 1° de janeiro de 2013        | 31 de dezembro de 2016                                | Prefeito e vice eleitos em sufrágio universal | [ 9 ]                        |
| 28°                                                                                       | Zito Barbosa                      |                                | Democratas DEM                               | Karlucia Macedo (PMDB/MDB)        | 1° de janeiro de 2017        | 31 de dezembro de 2020                                | Prefeito e vice eleitos em sufrágio universal | [ 10 ]                       |
| 28°                                                                                       | Zito Barbosa                      | Emerson Cardoso (DEM/UNIÃO)    | Democratas DEM                               | 31 de dezembro de 2024            | 1° de janeiro de 2017        | Prefeito reeleito e vice eleito em sufrágio universal | [ 11 ]                                        |                              |
| 28°                                                                                       | Zito Barbosa                      | Emerson Cardoso (DEM/UNIÃO)    | União Brasil UNIÃO                           | 31 de dezembro de 2024            | 1° de janeiro de 2021        | Prefeito reeleito e vice eleito em sufrágio universal | [ 11 ]                                        |                              |
| 29°                                                                                       | Otoniel Teixeira                  |                                | União Brasil UNIÃO                           | Tulio Machado Viana (PL)          | 1° de janeiro de 2025        | atualidade                                            | Prefeito e vice eleitos em sufrágio universal | [ 12 ]                       |